# احمد بلافریج
احمد بلافریج (انگلیسی: Ahmed Balafrej; ۵ سپتامبر ۱۹۰۸ – ۱۴ آوریل ۱۹۹۰) سیاست‌مدار اهل مراکش بود.  وی از مه تا دسامبر ۱۹۵۸ نخست‌وزیر مراکش بوده.